# 單鳍电鳐科
單鳍電鰩科 是板鰓亞綱電鰩目的其中一科。

## 分類
單鳍電鰩科下分6科，如下：

### 堅皮單鰭電鰩屬Crassinarke
- 堅皮單鰭電鰩(Crassinarke dormitor)：又稱睡電鱝。

### 華麗電鰩屬Electrolux
- 艾氏華麗電鰩 Electrolux addisoni

### 異雙鰭電鰩屬（Heteronarce）
- 本氏異雙鰭電鰩 Heteronarce bentuviai ：又稱本氏異雙鰭電鱝。
- 加氏異雙鰭電鰩 Heteronarce garmani  ：又稱加氏異雙鰭電鱝。
- 軟身異雙鰭電鰩 Heteronarce mollis ：又稱軟身異雙鰭電鱝。
- 普氏異雙鰭電鰩 Heteronarce prabhui ：又稱普氏異雙鰭電鱝。

### 單鰭電鰩屬Narke
- 南非單鰭電鰩(Narke capensis)
- 雙翅單鰭電鰩(Narke dipterygia)
- 日本單鰭電鰩(Narke japonica)：又稱日本電鱝。

### 缺鰭電鰩屬Temera
- 缺鰭電鰩(Temera hardwickii)：又稱缺鰭電鱝。

### 盲電鰩屬Typhlonarke
- 艾氏盲電鰩 Typhlonarke aysoni  ：又稱艾氏盲電鱝。
- 塔氏盲電鰩 Typhlonarke tarakea ：又稱塔氏盲電鱝。